# Рађин Подласки
Рађин Подласки (пољ. Radzyń Podlaski) град је у Пољској у Војводству лублинском. По подацима из 2012. године број становника у месту је био 16 298.

## Становништво
| 2012.  |
| ------ |
| 16 298 |